# Olivkappen-Laubtyrann

Verbreitungsgebiet (grün) des Olivkappen-Laubtyranns

Der Olivkappen-Laubtyrann (Pogonotriccus chapmani, Syn.: Phylloscartes chapmani) oder manchmal auch Weißbrauen-Laubtyrann ist eine Vogelart aus der Familie der Tyrannen (Tyrannen). Die Art ist den südamerikanischen Ländern Venezuela, Guyana und Brasilien beheimatet. Der Bestand wird von der IUCN als nicht gefährdet (Least Concern) eingeschätzt.

## Merkmale
Der Olivkappen-Laubtyrann erreicht eine Körperlänge von etwa 11,5 bis 12 Zentimetern. Das Oberteil ist hell olivgrün und wird an der Krone merklich dunkler. Der Scheitel ist grau gefärbt. Der Laubtyrann hat eine auffällige weiße Augenbraue. Der Bereich um die Ohren ist blassgelb mit rußgrauen Flecken. Die Schwingen sowie der Schwanz sind dunkelbraun, wobei die einzelnen Federn ockerfarbene Ränder aufweisen. Am oberen Teil der Schwingen befinden sich zwei markante ockerfarbene Querstreifen. Die Steuerfedern sind gelbbraun umrandet. Das Kinn ist weiß. Hals, Brust und an den Seiten sind grüngelb, werden aber Richtung Bauch zitronengelb.

## Habitat
Der Vogel bewegt in Höhen zwischen 1000 und 2000 Metern. Er kommt vorzugsweise in tropischen und subtropischen Zonen vor. So findet man ihn im Bergregenwald an den Hängen und Gipfeln der Tepuis.

## Verhalten
Der Vogel findet sein Futter in den oberen Bereichen der Bäume. Der Olivkappen-Laubtyrann ist eher ein Einzelgänger. Selten sieht man ihn in kleineren Gruppen. Er ist eher ruhig und verhält sich unauffällig. Sein Futter pickt er vorzugsweise aus dem Laub der Bäume.

## Unterarten
Es sind zwei Unterarten des Olivkappen-Laubtyrann bekannt:
- Pogonotriccus chapmani chapmani (Gilliard, 1940)[2] kommt im Süden Venezuelas vor.
- Pogonotriccus chapmani duidae (Phelps & Phelps,WH Jr, 1951)[3] ist im Südosten Venezuelas verbreitet.

## Vorkommen
Die Unterart P. chapmani chapmani findet man an den Tepuis im Süden des Bundesstaates  Bolívar sowie dem Norden des Bundesstaates  Amazonas, sowie den unmittelbar angrenzenden Teilen Guyanas und Brasiliens. Die Subspezies P. chapmani duidae findet man am Cerro Duida im Nationalpark Duida-Marahuaca und am Pico da Neblina.

## Etymologie und Forschungsgeschichte
Die Erstbeschreibung des Olivkappen-Laubtyranns erfolgte 1940 durch Ernest Thomas Gilliard unter dem wissenschaftlichen Namen Phylloscartes chapmani. Das Typusexemplar stammte aus Arabupu im Roraima-Gebirge und wurde von Albert Sidney Pinkus gesammelt. Bereits 1859 führten Jean Louis Cabanis und Ferdinand Heine junior den neuen Gattungsnamen Phylloscartes ein. Dieser Name setzt sich aus »pōgōn, pōgōnos πωγων, πωγωνος« für »Bart« und »trikkos τρικκος« für »einen kleinen Vogel laut Hesychios von Alexandria« zusammen. Der Artname »chapmani« ist Frank Michler Chapman gewidmet. »Duidae« bezieht sich auf den »Cerro Duida«, den Ort, an dem Ramón Urbano am 20. November 1950 das Typusexemplar gesammelt hatte.